# Трагедия Дугласов
«Трагедия Дугласов» (англ. The Douglas Tragedy), также «Эрл Брэнд» (англ. Earl Brand; Child 7, Roud 23) — англо-шотландская народная баллада. Самый ранний из известных вариантов баллады содержался в собрании рукописей Роберта Уайта и был опубликован Беллом в 1857 году. Фрэнсис Джеймс Чайлд в своём собрании привёл девять вариантов баллады, отметив чрезвычайное сходство с ними других текстов, выделенных им в отдельную балладу — «Erlinton» (Child 8). Главное отличие последней — в счастливом финале. Вальтер Скотт считал, что эта баллада имеет под собой реальную историческую подоплёку, и соотносил место её действия с окрестностями старинной усадьбы в Селькёркшире.

## Сюжет
Юноша (чаще всего фигурирующий в тексте как эрл Брэнд) похищает девушку (леди Маргарет) из отцовского дома. Среди ночи мать будит отца и братьев (как правило, это они носят фамилию Дуглас, хотя в одном варианте эрл Дуглас — это молодой похититель). В других вариантах виновником погони становится Шарль Худ, которого беглецы встречают на своём пути. Надев доспехи, мужчины нагоняют пару беглецов. Молодой человек спешивается и в схватке лишает жизни всех преследователей, но и сам оказывается тяжело ранен. Следуя дальше, они останавливаются у ручья — и на испуг возлюбленной при виде крови юноша отвечает, что это лишь отражение в воде алого плаща. Доехав до родного замка, он просит мать приготовить им постель. Оба влюблённых не переживают ночь — он умирает от ран, она — от горя. Их хоронят у церкви, и над их могилами вырастают, сплетаясь, роза и шиповник.
Этот сюжет встречается у многих народностей; в датском фольклоре присутствуют две похожие баллады: «Рибольд и Гульдборг» и «Хильдебранд и Хильда».

## Русский перевод
Перевод баллады на русский язык был осуществлён Самуилом Яковлевичем Маршаком и впервые опубликован в журнале «Северные записки» (№ 10 за 1916 год) под названием «Трагедия Дугласов». В публикациях 1944 и 1959 годов текст баллады незначительно менялся. Игнатий Ивановский опубликовал свой перевод баллады в 1972 году под тем же названием.